# Pomnik proroka Eliasza w Poznaniu
Pomnik proroka Eliasza – pomnik proroka Eliasza (patrona karmelitów trzewiczkowych) zlokalizowany w Poznaniu, na Piaskach, bezpośrednio przy kościele Bożego Ciała.
Statua proroka (w drapowanych, dość obszernych sztach, z ognistym mieczem uniesionym ku górze) umieszczona jest na masywnym, dwustrefowym cokole barokowym i przedstawia postać dość rzadko eksponowaną na pomnikach w Polsce. W okresie, kiedy go wzniesiono stanowił zarówno element kultowy, jak i orientacyjny, stojąc przy trakcie prowadzącym z miasta, do kościoła zlokalizowanego na południowo-wschodnich przedmieściach. Obiekt należy do kategorii popularnych w okresie baroku statui religijnych, z których najpopularniejsze były kolumny maryjne.